# تعادل اسید-باز

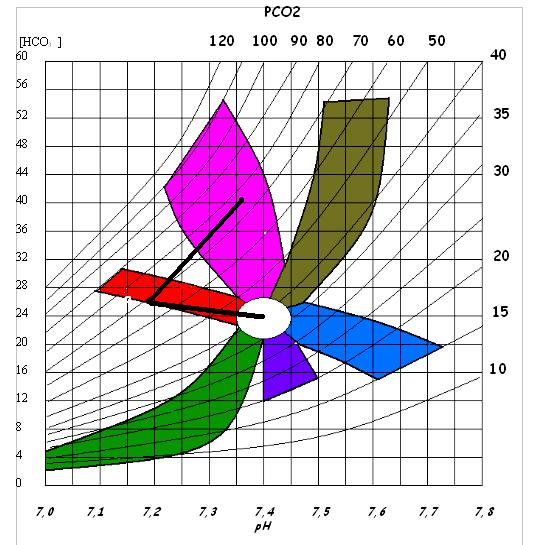
تنظیم آب و الکترولیت‌های بدن نقش بسیار مهمی در عملکرد صحیح سلول‌ها دارد و اختلالات آنها می‌تواند بسیار خطرناک و حتی کشنده باشد

تنظیم آب و الکترولیت‌های بدن نقش بسیار مهمی در عملکرد صحیح سلول‌ها دارد و اختلالات آنها می‌تواند بسیار خطرناک و حتی کشنده باشد. یون‌های متعددی مانند هیدروژن، سدیم، پتاسیم، کلسیم، فسفات، منیزیم، آهن و … در خون قابل اندازه‌گیری هستند.
اندام‌های متعددی در تنظیم آب و الکترولیت‌ها دخیل هستند مانند کلیه، دستگاه گوارش، ریه، غدد عرق و … البته بخش مهمی از تنظیم آب و الکترولیت‌ها در بدن توسط کلیه انجام می‌گیرد.

## فیزیولوژی اسید - باز
متابولیسم سلولی باعث تولید دی اکسیدکربن می‌شود که با یک واکنش برگشت‌پذیر داخل سلولی، دی اکسیدکربن با آب ترکیب شده و اسیدکربنیک تولید می‌کند. اسیدکربنیک قادر است به صورت برگشت‌پذیر به یونهای HCO3 - و +H تفکیک شود. اسیدوز، وضعیتی است که در آن غلظت یون هیدروژن افزایش می‌یابد. واحد سنجش یون هیدروژن pH است و سلولها در یک محدوده باریکی از pH (بین ۷/۳۵ تا ۷/۴۵)دارای عملکرد مطلوب هستند. این یون هیدروژن از طریق ریه و کلیه دفع می‌شود.

## تنظیم pH بدن
pHخون به وسیله سیستم بافر، سیستم تنفسی و سیستم کلیوی تنظیم می‌شود. در داخل سلول‌ها پروتئین‌ها و فسفات به عنوان بافر عمل می‌کنند و در فضای خارج سلولی و خون بی کربنات و آمونیوم بافرهای اصلی هستند.
{\displaystyle {\rm {H_{2}O+CO_{2}\leftrightarrow H_{2}CO_{3}\leftrightarrow H^{+}+HCO_{3}^{-}}}}
کلیه‌ها به دو شکل به تغییر pH واکنش می‌دهند. با دفع هیدروژن و بازجذب یا تولید بیکربنات و نیز تغییر در متابولیسم آمونیاک (NH3) و گلوتامین. هرچند ریه‌ها بسیار سریعتر از کلیه به تغییرات pH خون واکنش نشان می‌دهند ولی عملکرد کلیه‌ها نیز در تنظیم pH خون بسیار مؤثر است.

## اختلالات آب و الکترولیت
اختلالات آب و الکترولیت به معنی افزایش یا کاهش اسیدها و الکترولیتهای مایع میان بافتی و خون هستند. از جمله اختلالات الکترولیتی هیپوناترمی، هایپرناترمی، هایپرکالمی و هیپوکالمی، اسیدوز و آلکالوز می‌باشند. معمولاً در مواجهه با اختلالات اسید و باز بدن سعی در جبران مشکل دارد مثلاً هنگام صعود به ارتفاعات و کوه‌ها به دلیل کاهش غلظت اکسیژن هوا ما هایپرونتیلاسیون داریم که موجب کاهش دی اکسید کربن خون و آلکالوز تنفسی می‌شود؛ در چنین شرایطی بدن می‌کوشد با افزایش دفع کلیوی بی کربنات و با ایجاد اسیدوز متابولیک pH خون را حفظ کند لذا ما آلکالوز تنفسی و اسیدوز متابولیک جبران شده داریم. گاه نیز ما دو اختلال را با هم می‌بینیم مثلاً در مسمومیت با آسپرین (اسیدسالیسیلیک) به دلیل خاصیت اسیدیش ما اسیدوز متابولیک داریم و همزمان به دلیل هایپرونتیلاسیون الکالوز تنفسی.

## آزمایش‌هایی که برای تعیین اسیدوز و آلکالوز به کار می‌روند
تست‌های تشخیص اولیه شامل بررسی گازهای خون و الکترولیت‌ها هستند.
۱- گازهای خون: شامل گروهی از تست‌ها است که با همدیگر انجام می‌شوند. PO2 (میزان اکسیژن موجود در خون) و PCO2 (میزان دی‌اکسید کربن موجود در خون)، که بعد از اندازه‌گیری این دو گاز، میزان بیکربنات (HCO3) خون محاسبه می‌شود.
۲- الکترولیت‌ها: اندازه‌گیری چهار عنصر شامل Na (سدیم)، K (پتاسیم)، CL (کلراید) و بیکربنات (HCO3)، سطح مایعات بدن، غلظت الکترولیت‌ها و بالانس اسید و باز همه با هم مرتبط هستند و هرگونه افزایش یا کاهش هر یک از این چهار عنصر بر روی تعادل PH مؤثر می‌باشد.